# Obrium bicolor
Obrium bicolor là một loài bọ cánh cứng trong họ Cerambycidae.